# 和歌山県道165号引尾下津線
和歌山県道165号引尾下津線（わかやまけんどう165ごう ひきおしもつせん）は、和歌山県海南市を通る一般県道である。

## 概要
海南市下津町引尾から海南市下津町下津に至る。
起点から海南市下津町小畑地区にかけては、山の中を通っており狭道かつ激坂区間が続くため、有田市から下津町引尾へ行く場合、和歌山県道166号興加茂郷停車場線を経由した方が安全性・快適性がある。
しかし、長保寺付近からは走りやすい2車線道となる。また、長保寺入口交差点の右折後から上（かみ）交差点に至る区間は、国道42号と重複している。上交差点を左折すると、同町下津地区の下津踏切付近まで2車線道が続く。その後は、一直線に終点の交差点まで、1.5車線道となっている。
山の中では、道が狭いが、農地や民家があるので、生活道路として地元住民が利用している。また、途中で学校の近くを通っているため、通学路として地元の学生が利用している。
海南市下津町市坪地区の区間は熊野街道（熊野古道）の紀伊路と重複する。
農地付近では小型特殊自動車の通行に注意する必要がある。

### 路線データ
- 起点：和歌山県海南市下津町引尾（和歌山県道159号海南吉備線上、和歌山県道166号興加茂郷停車場線交点）
- 終点：和歌山県海南市下津町下津（和歌山県道168号下津港下津停車場線交点）
- 実延長：10.340 km

## 路線状況

### 重複区間
- 和歌山県道159号海南吉備線（海南市下津町引尾（起点） - 海南市下津町百垣内）
- 国道42号（海南市下津町上・長保寺入口交差点 - 海南市下津町上・上交差点）

## 地理

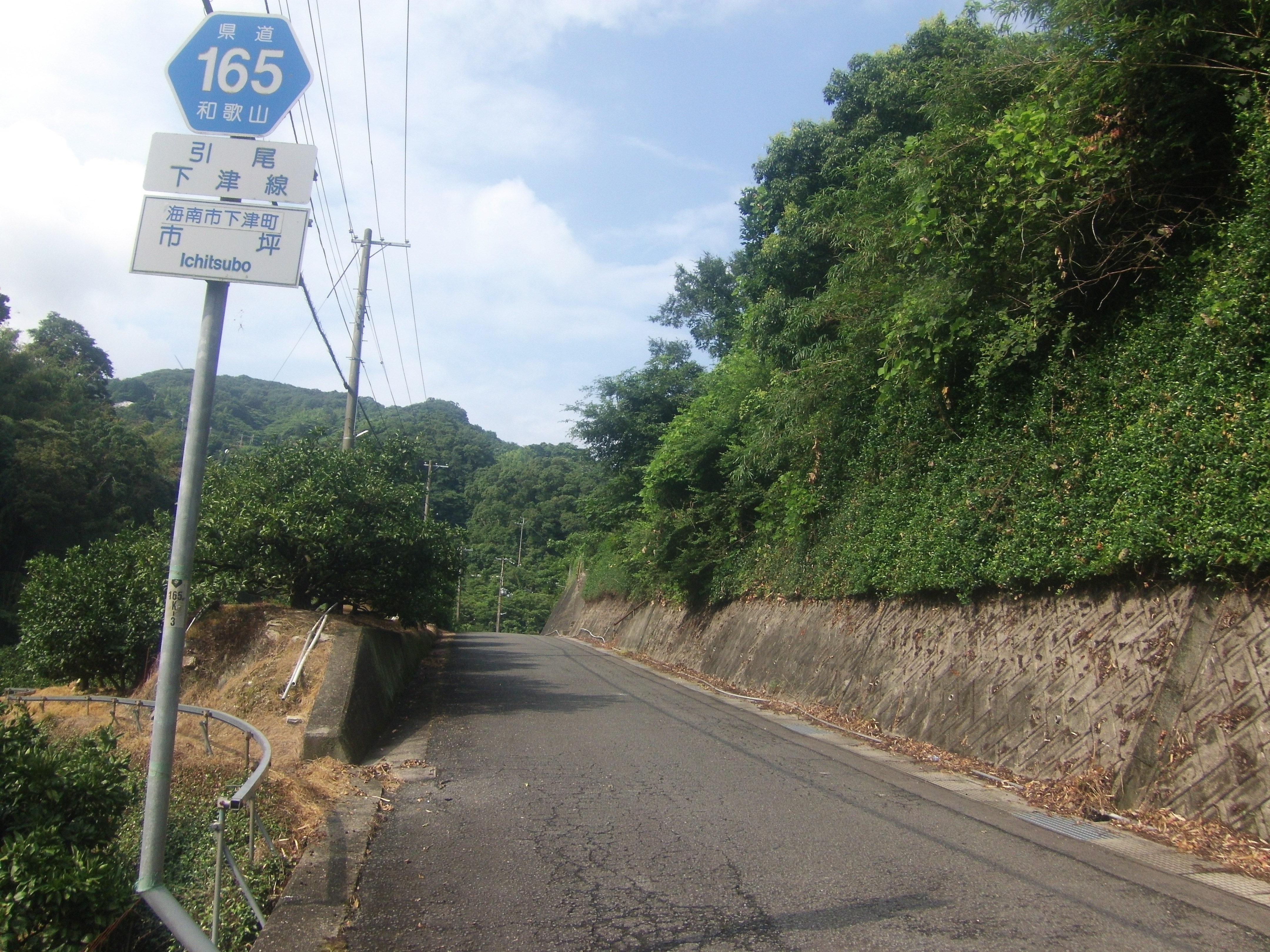
みかん畑を通り抜ける和歌山県道165号引尾下津線（熊野古道・紀伊路）

### 通過する自治体
- 海南市

### 交差する道路
| 交差する道路                                                           | 交差する場所 | 交差する場所     |
| ---------------------------------------------------------------------- | ------------ | ---------------- |
| 和歌山県道159号海南吉備線 重複区間起点 和歌山県道166号興加茂郷停車場線 | 下津町引尾   | 起点             |
| 和歌山県道159号海南吉備線 重複区間終点                                 | 下津町百垣内 |                  |
| 和歌山県道164号沓掛糸我線                                              | 下津町沓掛   |                  |
| 国道42号 重複区間起点                                                  | 下津町上     | 長保寺入口交差点 |
| 国道42号 重複区間終点                                                  | 下津町上     | 上交差点         |
| 和歌山県道168号下津港下津停車場線                                      | 下津町下津   | 終点             |

### 交差する鉄道
- 紀勢本線

### 沿線
- 長保寺
- 海南市立下津小学校
- JR西日本紀勢本線 下津駅